# Manuel Mota
Manuel Mota Cerrillo (Reus, Tarragona, 9 de julio de 1966 - Sitges, Barcelona, 8 de enero de 2013) fue un diseñador de moda español y director creativo de Pronovias Españolas durante veintitrés años.

## Historia
Aunque primero pensó en dedicarse a la arquitectura, la pasión de la moda y la película Desayuno con diamantes le hicieron optar por el diseño textil. A los 20 años, decidió trasladarse a Madrid para estudiar en la Institución Artística de Enseñanza (IADE). Durante esa época, y de forma casual, empezó su recorrido en el Grupo Pronovias como diseñador de vestidos de novia. Su último desfile oficial se celebró en mayo de 2012 en Barcelona, en el Museo Nacional de Arte de Cataluña (MNAC), bajo el lema Jardín de sueños. Mota fue uno de los mayores creadores de moda nupcial a nivel nacional vistiendo a Genoveva Casanova, Ariadne Artiles, Carmen Martínez-Bordiú, Alejandra Prat y Inés Domecq, entre otras e, internacionalmente, creó vestidos para la modelo australiana Miranda Kerr, la modelo israelí Bar Refaeli, la holandesa Doutzen Kroes en 2010, y diseñó el vestido de novia de la cantante mexicana Alessandra Rosaldo en 2012.

## Muerte
Mota falleció el 8 de enero de 2013 a los 46 años, en Sitges por causas derivadas del fuerte estrés que padecía por parte del "monstruo", según sus últimas palabras. El cadáver del diseñador fue encontrado por los trabajadores de un ambulatorio de Sitges tendido en el lavabo del centro de salud con un puñal clavado en el pecho y una mochila con tres cartas manuscritas de despedida: una dirigida a su compañero sentimental; otra, a su familia, y la tercera, para los Mozos de Escuadra (en catalán: Mossos d'Esquadra).

### Comunicado de Pronovias
A raíz de la muerte de Manuel, la compañía para la que este trabajaba expresó su «profundo pesar» por la pérdida del diseñador, que fue director creativo durante dos décadas. El presidente de Pronovias Fashion Group, Alberto Palatchi, afirmó en un comunicado de prensa que su equipo perdió a «uno de sus miembros más queridos». Por otro lado, suscribió que «Nos queda el recuerdo de tantas colecciones, tantos desfiles, tanto esfuerzo, tanto talento e ilusión compartido con todos. Manuel era un gran señor, un gran compañero, un gran artista y, por encima de todo, una gran persona». A pesar de sus palabras, este sigue sin aclarar a quién podría hacer referencia Mota al definir como «Monstruo» a la persona que le provocaba semejante estrés, teniendo en cuenta que será el primer interesado en los pormenores en los que se ha visto envuelto el trágico suceso.